# Escola de Música da Universidade Federal do Rio de Janeiro
A Escola de Música da Universidade Federal do Rio de Janeiro (EMUFRJ) é uma instituição de ensino superior mantida pelo Governo Federal brasileiro e localizada no Rio de Janeiro. Ministra cursos de música desde a musicalização infantil até a pós-graduação.
Fundada em 1841, é a instituição de ensino musical mais antiga em atividade no Brasil. Destina-se ao ensino e à pesquisa, visando principalmente à formação em nível superior, nas atividades de execução, interpretação, criação musical e formação de professores.

## História

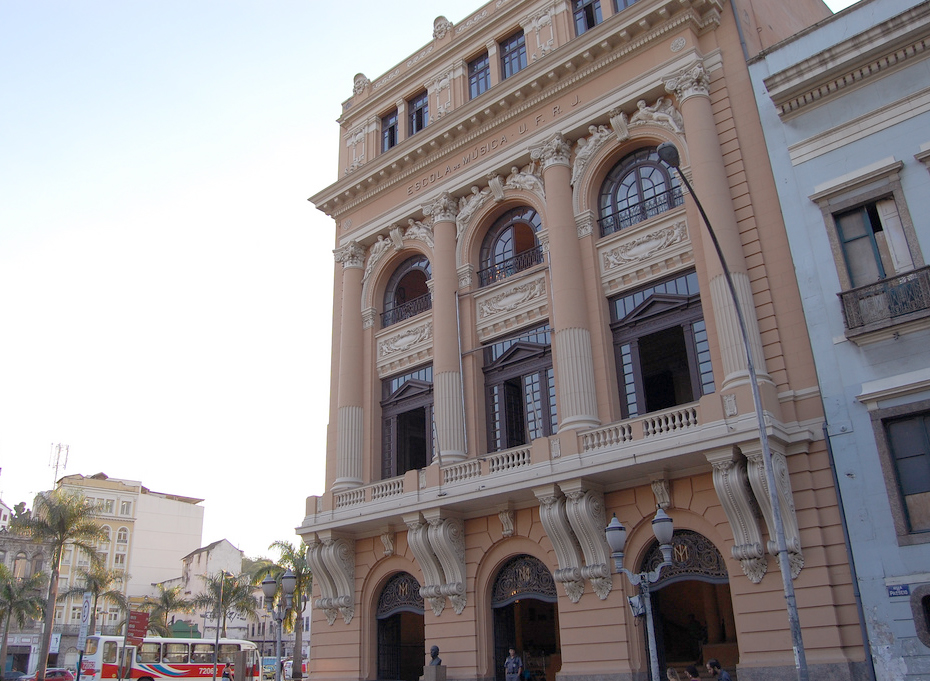
Edifício da Escola de Música.

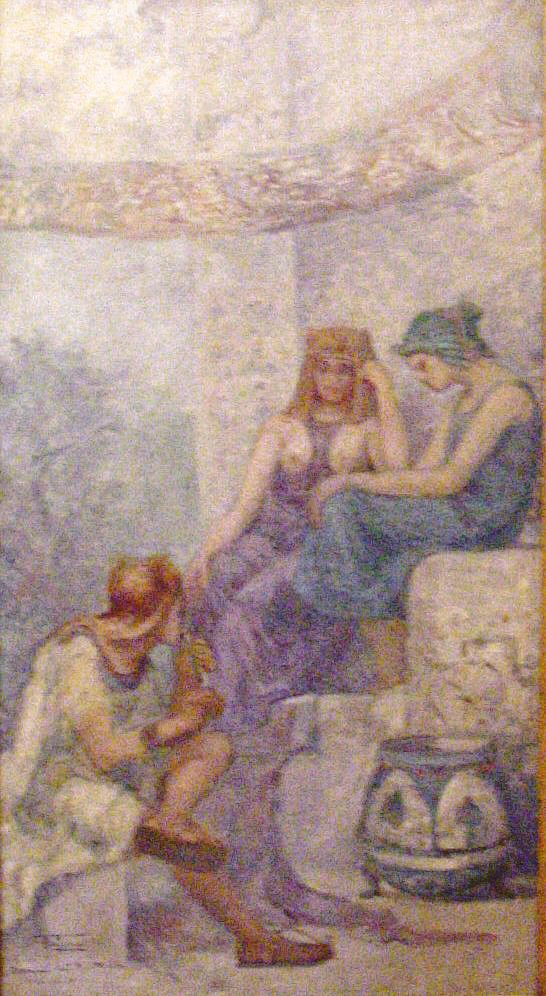
Decoração para o Instituto Nacional de Música, 1921-22. Antônio Parreiras.

### Antecedentes
Em 1841, com vistas à formação de artistas e professores, a Sociedade Musical de Beneficência, criada por Francisco Manuel da Silva (1795–1865), solicitou ao Governo Imperial autorização para criar um conservatório de música. A solicitação foi atendida através do Decreto Imperial nº. 238, de 27 de novembro de 1841, que autorizou a entidade extrair duas loterias anuais para a criação e a manutenção do conservatório.

### Imperial Conservatório de Música (1848–1889)
O conservatório só foi inaugurado em 13 de agosto de 1848, tendo sido inicialmente instalado em um salão quem então abrigava o Museu Imperial. Seu primeiro diretor foi Francisco Manuel da Silva. Nesse primeiro período, passaram pelo conservatório Henrique Alves de Mesquita, Anacleto de Medeiros, Francisco Braga (autor do Hino à Bandeira) e Carlos Gomes, autor de Il Guarany. Entre os professores aparecem Joaquim Antônio da Silva Callado (flauta), Joaquim Giannini (composição), Carlos de Mesquita (harmonia) e Demétrio Rivero (violino).

### Instituto Nacional de Música (1890–1937)

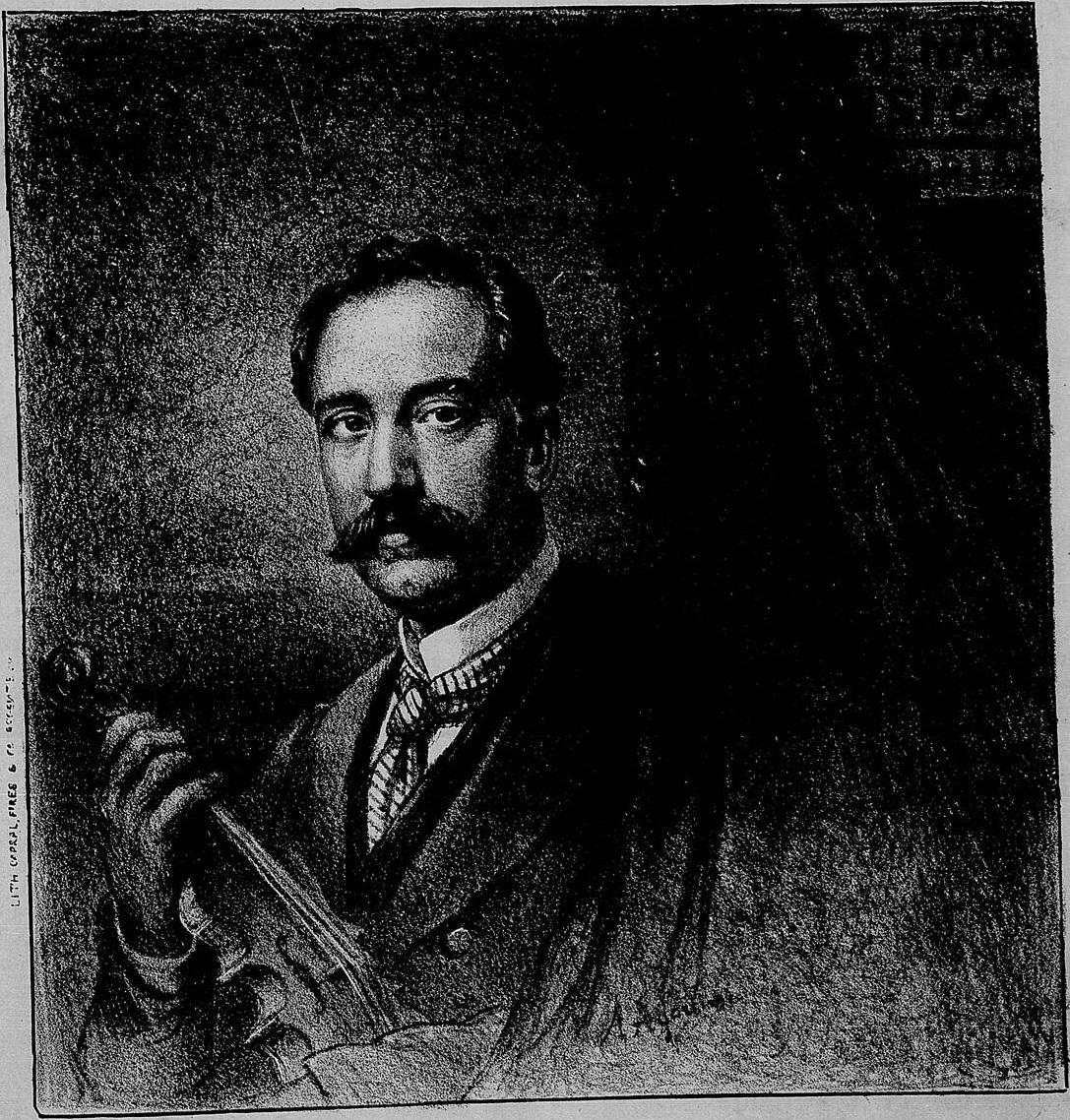
Leopoldo Miguez, Diretor do Instituto Nacional de Música.

Após a Proclamação da República, em 1889, o conservatório passou a se chamar Instituto Nacional de Música, através do decreto nº. 143, de janeiro de 1890. Seu primeiro diretor foi o compositor Leopoldo Miguez (1850–1902). Em 1931, durante a gestão de Luciano Gallet, o Instituto Nacional de Música foi incorporado à Universidade do Rio de Janeiro. Após 1937, passou a se chamar Escola Nacional de Música.

### Escola Nacional de Música (1937–1965)
Em 1937, o Instituto Nacional de Música torna-se Escola Nacional de Música, e a Universidade do Rio de Janeiro passa a chamar-se Universidade do Brasil. Em seu quadro docente destacam-se Francisco Mignone (regência), Lorenzo Fernández (harmonia), José Siqueira (composição), Oscar Borgeth (violino), Iberê Gomes Grosso (violoncelo), Antônio Silva (órgão) e Arnaldo Estrella (piano).

### Escola de Música da UFRJ (1965)
Por força do decreto nº. 4.759, do Governo Militar, a Universidade do Brasil passou a se chamar Universidade Federal do Rio de Janeiro (UFRJ) e a Escola Nacional de Música transformou-se na Escola de Música da Universidade Federal do Rio de Janeiro.

## Estrutura atual
A Escola de Música da Universidade Federal do Rio de Janeiro conta atualmente com o ensino básico, intermediário, graduação (bacharelado e licenciatura) e pós-graduação (mestrado, mestrado profissional e doutorado).
A instituição conta ainda com a Biblioteca Alberto Nepomuceno, o Salão Leopoldo Miguez, o Museu Delgado de Carvalho, o Museu Virtual de Instrumentos Musicais, o Laboratório de Música e Tecnologia (Lamut), o Laboratório de Etnomusicologia, a Orquestra Sinfônica da UFRJ, a Orquestra de Sorpos, a Orquestra Juvenil, a UFRJazz Ensemble, o Brasil Ensemble, e um amplo auditório no segundo andar, dentre outros grupos.
No nível de graduação, a instituição oferece cursos de licenciatura em música e bacharelado com habilitação em instrumento, canto, composição e regência.
Sete departamentos congregam as disciplinas dos cursos ministrados: (1) Instrumentos de Teclado e Percussão, (2) Composição, (3) Instrumentos de arco e cordas dedilhadas, (4) Musicologia e Educação Musical, (5) Vocal, (6) Instrumentos de Sopro, e (7) Música de Conjunto.